# Regionale ontwikkelingsmaatschappij
Een Regionale Ontwikkelingsmaatschappij, afgekort ROM, is in Nederland een samenwerkingsverband met als aandeelhouders het rijk met als handelend onderdeel het Ministerie van Economische Zaken en de desbetreffende provincies. 

## Geschiedenis
De ROM's werden destijds opgericht om de economische achterstand van de regio's weg te werken. Het achterliggende doel is ondertussen verschoven naar het versterken van de economie van regio's in het algemeen. Alleen voor de NOM is op dit moment het wegwerken van de economische achterstand nog een aanvullende reden.

## Doelstellingen
Deze heeft tot doel de regionale economische structuur te versterken. Hiervoor heeft de ontwikkelingsmaatschappij van haar aandeelhouders vier taken gekregen:
- investeringsbevordering: buitenlandse bedrijven binnenhalen en voorkomen dat Nederlandse bedrijven naar het buitenland vertrekken.
- ontwikkeling en innovatie bevorderen.
- participatie en beheer.
- herstructurering en ontwikkeling van bedrijventerreinen.
- internationalisering van het regionale midden- en kleinbedrijf (mkb)

## Wervingsactiviteiten
Bij het werven van buitenlandse investeerders werken de verschillende ROM's samen met de NFIA (Netherlands Foreign Investment Agency) van het ministerie van Economische Zaken. De NFIA valt onder de Rijksdienst voor Ondernemend Nederland en is verantwoordelijk voor de coördinatie van de activiteiten gericht op het aantrekken van buitenlandse bedrijven die zich in Nederland willen vestigen. NFIA heeft een hoofdkantoor in Nederland en daarnaast een aantal vestigingen in het buitenland. In samenwerking met de ROM's adviseert en assisteert NFIA buitenlandse bedrijven bij het opzetten uitrollen en/of uitbreiden van internationale activiteiten in Nederland.
Deze maatschappijen spelen een belangrijke rol in de economische bevordering en bestaan daarom ook in vele andere landen en regio's. Ze begeleiden vaak ingrijpende structurele veranderingen als gevolg van de globalisering. Zo steunt bijvoorbeeld de Duitse deelstaat Noordrijn-Westfalen met het landelijke investeringsagentschap NRW.INVEST directe buitenlandse investeringen om met name in het Ruhrgebied de overstap van industrie naar kennismaatschappij te bevorderen.

## ROM's
Er zijn in Nederland negen ROM's die vanuit het Ministerie van Economische Zaken zijn opgezet:
- Noordelijke Ontwikkelingsmaatschappij (NOM) voor de provincies Groningen, Friesland en Drenthe
- Oost NL voor de provincies Gelderland en Overijssel
- Brabantse Ontwikkelings Maatschappij (BOM) voor de provincie Noord-Brabant
- Limburgs Instituut voor OntwikkelingsFinanciering (LIOF)
- Horizon voor de provincie Flevoland
- Impuls Zeeland voor de provincie Zeeland.
- InnovationQuarter voor provincie Zuid-Holland
- ROM Utrecht Region voor provincie Utrecht
- ROM InWest voor provincie Noord-Holland